# Stephen Tyng Mather
Pour les articles homonymes, voir Mather.
Stephen Tyng Mather (4 juillet 1867 - 22 janvier 1930) est un industriel américain pionnier dans la défense de l'environnement. Il fut président et propriétaire de la Thorkildsen-Mather Borax Company, qui fit sa fortune. Il encouragea la création d'une agence fédérale pour superviser la gestion des parcs nationaux et devint le premier directeur du National Park Service dépendant du Département de l'Intérieur des États-Unis. Il comprit que la préservation du paysage devait être le premier critère à prendre en compte dans la création d'un parc. Il autorisa la concession et la vente aux visiteurs de produits basiques, comme des guides de protection de la nature. 
Le nom de Mather a été donné à plusieurs sites des parcs nationaux : Mather Point dans le parc national du Grand Canyon, Mather District dans le parc national de Yosemite, Mather Gorge dans le Great Falls Park. Des plaques commémoratives qui l'honorent ont été déployées dans de nombreuses unités du National Park System depuis les années 1930 : en bronze sculpté, elles sont dites Mather Plaques.